# Clidemia laevifolia
Clidemia laevifolia är en tvåhjärtbladig växtart som beskrevs av Henry Allan Gleason. Clidemia laevifolia ingår i släktet Clidemia och familjen Melastomataceae.
Artens utbredningsområde är Franska Guyana. Inga underarter finns listade i Catalogue of Life.